# Charles Thomson Rees Wilson
Charles Thomson Rees Wilson (ur. 14 lutego 1869 w Glencorse, zm. 15 listopada 1959 w Carlops) – szkocki fizyk, laureat Nagrody Nobla w dziedzinie fizyki w roku 1927 za wynalezienie metody uwidaczniania torów cząstek elementarnych promieniowania jonizującego, z wykorzystaniem kondensacji pary.

## Życiorys
Chciał zostać lekarzem, studiował biologię na Uniwersytecie w Manchesterze, następnie rozpoczął studia w Sidney Sussex College na Uniwersytecie Cambridge, gdzie zainteresował się fizyką i chemią.
W późniejszym czasie jego uwagę przyciągnęła także meteorologia; w roku 1893 rozpoczął badania nad chmurami i ich właściwościami. Przez pewien czas pracował w obserwatorium na Ben Nevis, gdzie obserwował formacje chmur, a następnie w Cambridge próbował odtworzyć proces tworzenia chmur na mniejszą skalę, w zamkniętych komorach. Do swoich eksperymentów używał także jonów i promieniowania jądrowego, co doprowadziło do opracowania przez niego komory kondensacyjnej – nazwanej komorą Wilsona – umożliwiającej obserwację torów cząstek, za co otrzymał Nagrodę Nobla. Laureat Medalu Copleya.